# تادئوش سولیمیرسکی
تادئوش سولیمیرسکی (به انگلیسی: Tadeusz Sulimirski) (متولد ۱ آوریل ۱۸۹۸- مرگ ۲۰ آوریل ۱۹۸۳) تاریخ‌دان و باستان‌شناس لهستانی، که بعد از شروع جنگ جهانی دوم مجبور به مهاجرت به انگلستان در سال ۱۹۳۹ شد. او بهترین پژوهشگر در زمینه تاریخ سکاها است. او مقالات زیادی در دانشنامه‌ها و ژورنال‌های علمی در زمینه سکاها نوشته‌است.

## آثار
- The Sarmatians (vol. 73 in series "Ancient People and Places") London: Thames & Hudson, 1970. (Also published in the USA by Praeger, and translated into Polish in 1979.)
- Kultura wysocka, ۱۹۳۱،
- Polska przedhistoryczna, vol. 1 (1955), vol. 2 (1959) - on Prehistoric Poland
- Sulimirski, T. “THE SCYTHS”. In Cambridge History of Iran. vol. 2. New York: Cambridge University Press, 1985. ISBN 978-1-139-05493-5.